# Código ATC M
Secção da lista de códigos ATC.

## M: Sistema musculoesquelético
| M01 | Anti-inflamatórios e antirreumáticos                                |
|     | M01A Anti-inflamatórios e anti-reumáticos não esteróides            |
|     | M01B Angentes anti-inflamatórios/antirreumáticos em combinação      |
|     | M01C Agentes antirreumáticos específicos                            |
| M02 | Produtos tópicos para dores articulares e musculares                |
|     | M02A Produtos tópicos para dores articulares e musculares           |
| M03 | Relaxantes musculares                                               |
|     | M03A Relaxantes musculares de acção periférica                      |
|     | M03B Relaxantes musculares de acção central                         |
|     | M03C Relaxantes musculares, agentes de ação direta                  |
| M04 | Preparações antigotosas                                             |
|     | M04A Preparações antigotosas                                        |
| M05 | Medicamentos para tratamento de doenças ósseas                      |
|     | M05B Medicamentos que afetam a estrutura e mineralização óssea      |
| M09 | Outros medicamentos para perturbações do sistema musculoesquelético |
|     | M09A Outros medicamentos para doenças do sistema musculoesquelético |